# 11307 Erikolsson
11307 Erikolsson este un asteroid din centura principală de asteroizi.

## Descriere
11307 Erikolsson este un asteroid din centura principală de asteroizi. A fost descoperit pe 19 martie 1993 la Observatorul La Silla în cadrul programului UESAC. Asteroidul prezintă o orbită caracterizată de o semiaxă mare de 2,46 ua, o excentricitate de 0,10 și o înclinație de 4,7° în raport cu ecliptica.